# Macaranga echinocarpa
Macaranga echinocarpa là một loài thực vật có hoa trong họ Đại kích. Loài này được Baker mô tả khoa học đầu tiên năm 1883.